# Шабалина, Людмила Васильевна
Людмила Васильевна Шабалина (1916—1981) — советская актриса кино.

## Биография
Родилась в 12 августа 1916 г. в Петрограде, в семье художника Василия Семеновича Шабалина (был репрессирован и погиб в 1937-м).
Училась в актёрской школе при «Ленфильме» у Г. М. Козинцева.
После 1948 года оставила кино и уехала из Ленинграда в Мурманск. В 1977 году переехала жить в посёлок Янтарный Калининградской области.
Умерла в 1981 году, похоронена в посёлке Янтарном (Калининградская область).

### Личная жизнь
- Была женой актёра Михаила Кузнецова[1].
- До Михаила Кузнецова актриса была замужем за Николаем Гавриловым, актёром театра Балтфлота (1911—1997). В этом браке у неё родился сын Андрей (1936—1976), но по стопам родителей-актёров он не пошёл[2].

## Фильмография
- 1936 — Концерт Бетховена — Женя
- 1937 — Возвращение Максима — эпизод (нет в титрах)
- 1939 — Учитель — Мария (Манька) Лаутина
- 1942 — Юный Фриц (короткометражный) — экскурсовод в советском зоопарке
- 1942 — Боевой киносборник «Наши девушки» — Катя
- 1942 — Антоша Рыбкин — Катя Власова
- 1943 — Воздушный извозчик — Маруся
- 1944 — Нашествие — Аниска
- 1946 — Во имя жизни — Вера
- 1947 — Новый дом — эпизод
- 1948 — Драгоценные зёрна — Манютка Харитонова